# 15 лучших игроков в истории женской НБА
15 лучших игроков в истории женской НБА (англ. WNBA's Top 15 Players of All Time) — символическая сборная 15-й годовщины женской НБА. ВНБА была учреждена 22 апреля 1996 года, поэтому по случаю пятнадцатилетия ассоциации сезон 2011 года считался юбилейным. По этой причине ВНБА путём голосования среди болельщиков, средств массовой информации, наставников и самих баскетболисток решила выбрать лучших игроков пятнадцатилетия лиги. Для этого на официальном сайте женской НБА за месяц до матча всех звёзд 2011 года, 21 июня, был опубликован список из тридцати номинанток. Эта сборная включала в себя пятнадцать лучших и наиболее влиятельных игроков первых пятнадцати лет ВНБА, среди дарований которых учитывались принцип соблюдения спортивного фейр-плей, служение общественности, лидерские качества и вклад в развитие женского баскетбола. В эту сборную могли быть включены только баскетболистки, выступавшие в женской НБА, но также рассматривались и их достижения во время выступлений в альтернативных лигах. Официальные результаты голосования женская НБА проанонсировала 23 июля 2011 года во время большого перерыва матча всех звёзд.
Двенадцать из пятнадцати победителей в составе национальной сборной США выиграли золотые медали Олимпийских игр, одиннадцать баскетболисток выигрывали чемпионские титулы, трое из которых, Синтия Купер, Шерил Свупс и Тина Томпсон, завоевали четыре титула подряд с «Хьюстон Кометс» (1997—2000). Из пятнадцати лауреатов, только Синтия Купер, закончив свою профессиональную карьеру в 2000 году, чтобы стать главным тренером клуба «Финикс Меркури», впоследствии возобновила её, проведя четыре встречи в течение сезона 2003 года, после чего, наконец, окончательно повесила бутсы на гвоздь. После официального объявления о завершении спортивной карьеры, то есть перестав быть действующими игроками, Свупс, Томпсон и Лиза Лесли (из «Лос-Анджелес Спаркс») оставались последними игроками, выбранными в первом раунде дебютного драфта женской НБА и принимали участие в каждом из первых десяти сезонов ВНБА. На момент голосования Джексон и Лесли входили в состав шести игроков, которые всю свою профессиональную карьеру провели в одной команде женской НБА.

## Легенда к списку
| ^ | Помечены игроки, выступающие в женской НБА по сей день |
| * | Избраны в Зал славы баскетбола                         |

## Участники голосования

### 15 лучших игроков
| Игрок                | Фото | Поз. | Команды | Колледж        | Медали[a]                                               | Титулы[a]  | Награды[a]                                                                                | ASG WNBA[a]                     |
| -------------------- | ---- | ---- | --- | -------------- | ------------------------------------------------------- | ---------- | ----------------------------------------------------------------------------------------- | ------------------------------- |
| Сью Бёрд*            |      | З    | Сиэтл Шторм (2002—2022) | Коннектикут    | 2004 (золото) 2008 (золото)                             | 2004, 2010 | KPSA (2011)                                                                               | 2002—2007, 2009—2011            |
| Иоланда Гриффит*[b]  |      | Ц    | Сакраменто Монархс (1999—2007) Сиэтл Шторм (2008) Индиана Фивер (2009)                                                       | FAU            | 2000 (золото) 2004 (золото)                             | 2005       | MVP (1999) MVP финала (2005) MVP ASG (2004) DPOY (1999)                                   | 1999—2001, 2003—2007            |
| Лорен Джексон*       |      | Ц    | Сиэтл Шторм (2001—2012) | AIS            | 2000 (серебро) 2004 (серебро) 2008 (серебро)            | 2004, 2010 | MVP (2003, 2007, 2010) MVP финала (2010) DPOY (2007)                                      | 2001—2003, 2005—2007, 2009—2010 |
| Синтия Купер*[b]     |      | З    | Хьюстон Кометс (1997—2000, 2003)                                                                                             | USC            | 1988 (золото) 1992 (бронза)                             | 1997—2000  | MVP (1997—1998) MVP финала (1997—2000)                                                    | 1999—2000, 2003                 |
| Тамика Кэтчингс*     |      | Ф    | Индиана Фивер (2002—2016) | Теннесси       | 2004 (золото) 2008 (золото)                             | —          | MVP (2011) DPOY (2005—2006, 2009—2010) ROY (2002) KPSA (2010)                             | 2002—2007, 2009—2011            |
| Лиза Лесли*[b]       |      | Ц    | Лос-Анджелес Спаркс (1997—2009)                                                                                              | USC            | 1996 (золото) 2000 (золото) 2004 (золото) 2008 (золото) | 2001—2002  | MVP (2001, 2004, 2006) MVP финала (2001—2002) MVP ASG (1999, 2001—2002) DPOY (2004, 2008) | 1999—2006, 2009                 |
| Тиша Пенишейру       |      | З    | Сакраменто Монархс (1998—2009) Лос-Анджелес Спаркс (2010—2011) Чикаго Скай (2012)                                            | Олд Доминион   | —                                                       | 2005       | —                                                                                         | 1999—2002                       |
| Кэппи Пондекстер     |      | З    | Финикс Меркури (2006—2009) Нью-Йорк Либерти (2010—2014) Чикаго Скай (2015—2017) Лос-Анджелес Спаркс (2018)                   | Ратгерс        | 2008 (золото)                                           | 2007, 2009 | MVP финала (2007)                                                                         | 2006—2007, 2009—2011            |
| Шерил Свупс*         |      | Ф    | Хьюстон Кометс (1997—2007) Сиэтл Шторм (2008) Талса Шок (2011)                                                               | Техас Тек      | 1996 (золото) 2000 (золото) 2004 (золото)               | 1997—2000  | MVP (2000, 2002, 2005) MVP ASG (2005) DPOY (2000, 2002—2003)                              | 1999—2000, 2002—2006            |
| Кэти Смит*           |      | Ф    | Миннесота Линкс (1999—2005) Детройт Шок (2006—2009) Вашингтон Мистикс (2010) Сиэтл Шторм (2011—2012) Нью-Йорк Либерти (2013) | Огайо Стэйт    | 2000 (золото) 2004 (золото) 2008 (золото)               | 2006, 2008 | MVP финала (2008)                                                                         | 2000—2006, 2009                 |
| Дон Стэйли*[b]       |      | З    | Шарлотт Стинг (1999—2005) Хьюстон Кометс (2005—2006)                                                                         | Виргиния       | 1996 (золото) 2000 (золото) 2004 (золото)               | —          | KPSA (1999, 2006)                                                                         | 2002—2006                       |
| Дайана Таурази       |      | З    | Финикс Меркури (2004—2024)                                                                                                   | Коннектикут    | 2004 (золото) 2008 (золото)                             | 2007, 2009 | MVP (2009) MVP финала (2009) ROY (2004)                                                   | 2004—2007, 2009—2011            |
| Тина Томпсон*        |      | Ф    | Хьюстон Кометс (1997—2008) Лос-Анджелес Спаркс (2009—2011) Сиэтл Шторм (2012—2013)                                           | USC            | 2004 (золото) 2008 (золото)                             | 1997—2000  | MVP ASG (2000)                                                                            | 1999—2004, 2006—2007, 2009      |
| Тереза Уизерспун*[b] |      | З    | Нью-Йорк Либерти (1997—2003) Лос-Анджелес Спаркс (2004)                                                                      | Луизиана Тек   | 1988 (золото) 1992 (бронза)                             | —          | DPOY (1997—1998)                                                                          | 1999—2003                       |
| / Бекки Хэммон*      |      | З    | Нью-Йорк Либерти (1999—2006) Сан-Антонио Силвер Старз (2007—2014)                                                            | Колорадо Стэйт | 2008 (бронза)                                           | —          | —                                                                                         | 2003—2007, 2009—2011            |

### Другие претенденты
За месяц до проведения матча всех звёзд 2011 года, 21 июня, женская НБА представила общественности список из тридцати лучших баскетболисток, претендентов в сборную пятнадцатилетия. В этом подразделе указаны те пятнадцать конкурсантов, которые были номинированы, но не были выбраны в предыдущий список:
| - Рути Болтон[b] - Шэннон Джонсон[b] - Кэти Дуглас - Свин Кэш - Тадж Макуильямс | - Делиша Милтон - Деанна Нолан[c] - Сеймон Огастус - Кэндис Паркер - Никеша Сейлс[b] | - Танжела Смит - Пенни Тейлор - Натали Уильямс[b] - Шерил Форд[c] - Чамик Холдскло[b] |

- a  Завоёванные Олимпийские медали, чемпионские титулы, награды и матчи всех звёзд, в которых игроки принимали участие, указаны на момент завершения сезона 2011 года.
- b  На момент объявления результатов голосования баскетболистка уже завершила свою профессиональную игровую карьеру.
- c  На момент объявления результатов голосования баскетболистка завершила свои выступления в женской НБА, но продолжала играть в альтернативных лигах.

## 15 лучших игроков и сборная десятилетия
Помимо 15 лучших игроков в истории ВНБА 13 июля 2006 года, на следующий день после проведения матча всех звёзд, лига также посредством голосования выбрала сборную десятилетия ассоциации. Помимо десяти лучших игроков ВНБА также представила список из пяти баскетболисток, которые своими выступлениями получили право быть достойными упоминания, а трое из них, Тиша Пенишейру, Дайана Таурази и Тереза Уизерспун, через пять лет были включены в число пятнадцати лучших игроков в истории лиги, а на место двух оставшихся игроков из последнего списка, Рути Болтон и Чамик Холдскло, в число 15 лучших были включены Кэппи Пондекстер и Бекки Хэммон.
И в список пятнадцати лучших игроков и в сборную десятилетия женской НБА первоначально были номинированы по тридцать конкурсанток. Среди претенденток, не выбранных в число 15 лучших, были и баскетболистки, которые были номинированы в сборную десятилетия, но также есть и игроки, которые впервые получили столь высокую оценку своих дарований со стороны общественности. Ниже приведены списки баскетболисток, которые были добавлены в полный перечень конкурсанток 15 лучших, а также претендентки в сборную десятилетия, не попавшие в это число:
| - Кэти Дуглас - Сеймон Огастус - Кэндис Паркер - Кэппи Пондекстер - Танжела Смит - Пенни Тейлор - Шерил Форд | - Жанет Аркейн - Дженнифер Гиллом - Вики Джонсон - Тамека Диксон - Ребекка Лобо - Мвади Мабика - Андреа Стинсон |

## Комментарии
- Почти все баскетболистки, члены сборной десятилетия женской НБА, становились олимпийскими чемпионами в составе национальной сборной США, исключением являются: Лорен Джексон, выигравшая три серебряные медали в составе сборной Австралии, Бекки Хэммон, завоевавшая одну бронзу в составе сборной России и Тиша Пенишейру, выступавшая за сборную Португалии, которая никогда не играла на Олимпийских играх.
- Первый матч всех звезд женской НБА состоялся в 1999 году, и вплоть до 2003 года эти матчи проводились ежегодно. Препоной этому стал матч всех звёзд женской НБА 2004 года, который стал первым альтернативным матчем всех звёзд женской НБА и получил название «The Game at Radio City» по месту своего проведения в Радио-сити-мьюзик-холле, театрально-концертном зале Нью-Йорка. В 2010 году состоялся уже второй альтернативный матч всех звёзд ВНБА, который назывался «Stars at the Sun» опять же по месту своего проведения на «Мохеган Сан Арене», домашней площадке команды «Коннектикут Сан». И хотя эти игры не считаются матчами всех звёзд, их статус постоянно оспаривается, в первую очередь по причине сборных, которые принимали участие в этих встречах. До 2003 года в матчах всех звёзд соревновались сборные Востока и Запада, а в альтернативных матчах принимали участие национальная сборная США и обобщённая сборная женской НБА, составленная из игроков обеих конференций. Но как бы то ни было «The Game at Radio City» и «Stars at the Sun» считаются лишь альтернативными матчами всех звёзд женской НБА.
- Баскетболистки, которые по итогам голосования были выбраны в стартовый состав сборной Востока или Запада на тот или иной матч всех звёзд ВНБА, однако не смогли сыграть в нём из-за травмы, тем не менее считаются игроками стартового состава. Таким же образом игроки, которые были выбраны в резервный состав команд матча всех звёзд по тем же результатам голосования, а также те, которые заняли места травмированных игроков, в равной мере считаются резервистами.